# Tarzan et les Assassins
Tarzan et les Assassins est une nouvelle d'Edgar Rice Burroughs faisant partie de la série Tarzan.

## Version originale
- Titre: Tarzan and the jungle murders
- Parution en magazine: Thrilling Adventures, juin 1940
- Parution en livre: inclus dans Tarzan and the castaways

## Édition française
- 1995: Tarzan et les Assassins, inclus dans Tarzan et les Naufragés, Michel Decuyper (publication à titre amateur)